# Eusirus cuspidatus
Eusirus cuspidatus är en kräftdjursart som beskrevs av Henrik Nikolai Krøyer 1845. Eusirus cuspidatus ingår i släktet Eusirus och familjen Eusiridae. Arten har ej påträffats i Sverige. Inga underarter finns listade i Catalogue of Life.